# Друга битка у Хелголандском заливу
Друга битка у Хелголандском заливу (енгл. Second Battle of Heligoland Bight) је био поморски сукоб током Првог светског рата.

## Битка
Немачки миноловци су 17. новембра 1917. године чистили пролаз кроз британско минско поље у Хелголандском заливу и близу немачке обале су их пресреле две британске крстарице, „Калипсо“ (енгл. HMS Calypso) и „Каледон“ (енгл. HMS Caledon), које су баш и тражиле немачке миноловце.
Немачки бродови су се повукли ка југу, где су их штитили бојни бродови „Кајзер“ и „Кајзерин“ под командом контраадмирала Лудвига фон Ројтера. Две британске крстарице су се упустиле у борбу са немачким бојним бродовима, док су им у међувремену хитали у помоћ бојни крсташи „Тајгер“ (енгл. HMS Tiger), „Реноун“ (енгл. HMS Renown), „Рипалс“ (енгл. HMS Repulse), „Карејџас“ (енгл. HMS Courageous) и „Глоријус“ (енгл. HMS Glorious) из Прве ескадре бојних крсташа, под командом адмирала сер Чарлса Непијера (енгл. Sir Charles Napier).
Сва посада која се налазила на командном мосту крстарице „Калипсо“, укључујући и капетана, је погинула од директног поготка граната 305 mm. „Рипалс“, са капетаном Вилијемом Бојлом (енгл. William Boyle), је учествовала у борби кратко, а Немци су се безбедно домогли заштите својих минских поља изгубивши у бици само торпедни чамац.